# Ooderella smithii
Ooderella smithii är en stekelart som beskrevs av William Harris Ashmead 1896. Ooderella smithii ingår i släktet Ooderella och familjen hoppglanssteklar. Inga underarter finns listade i Catalogue of Life.